# 甘霖 (明朝)
甘霖（？—1402年），河南江北等處行中書省安慶路懷寧縣人，明朝政治人物。
洪武二十年（1387年）丁卯科應天鄉試舉人，授監察御史。建文四年（1402年）靖難之役後，燕王朱棣進入南京，甘霖與聊城人丁志芳、諸城人謝升等御史從容就死。子孫相戒不再為官。正德年間，入祀鄉賢祠，追諡貞定。